# 費無忌
費 無忌（ひ むき、? - 紀元前515年）は、中国春秋時代の楚の臣。平王に仕えた奸臣として有名である。費無極とも。

## 略歴
最初は平王の子である太子建の少傅（太子の副教育係）を務めていた。少傅の上の太傅には伍奢（太子の教育係）が就いていた。あるとき、費無忌は平王の命令で建の妻を求めるために秦へ赴いた。建の妻となる秦の公女伯嬴は大変美しかった。費無忌は平王の側近として権勢を振るう野心を抱いていたため平王に「伯嬴は大変な美貌ですのでご自分で娶られ、太子には別の女を嫁がせると良いでしょう」と言った。平王は伯嬴を自分の側室とし、太子建には別の女を与えた。この一件で費無忌は平王の側近となり権勢を握ったが、平王が死んで建が即位すれば費無忌に将来は無いため、またもともと費無忌は建と不仲だったとされ、費無忌は建のことを平王に讒言した。平王はそれを信じて建を左遷した。
だが建が存命の限り費無忌は安心できず、遂には建が謀反を抱いていると讒言した。平王は讒言を信じて太傅の伍奢を捕らえ、建も殺そうとしたが、事前に建に知らせるものがあり建は宋に亡命した。費無忌は伍氏一族の報復も恐れ、平王に讒言して伍氏一族の誅殺を勧めた。伍奢と上の息子の伍尚親子は処刑され、下の息子の伍員は逃亡した。
こうして費無忌は平王第一の側近として権勢を振るった。政敵は讒言などで次々と排除したり自殺に追い込み、伯宛なども費無忌の讒言で殺された。また楚の混乱をみて呉など周辺国が楚を侵略したため、臣民は費無忌を恨んだ。
平王13年（紀元前516年）に平王が薨去し、伯嬴が産んだ幼少の昭王が即位すると、臣民の間で費無忌を恨む声が爆発。翌年に令尹（楚の宰相）の嚢瓦は国民に申し開きをする意味で費無忌を誅殺したという。